# اينزو مايدانا
اينزو مايدانا (بالإسبانية: Enzo Damian Maidana)‏ هو لاعب كرة قدم أرجنتيني في مركز الهجوم، ولد في 13 يناير 1988 في سان ميغيل دي توكومان في الأرجنتين. لعب مع Juventud Antoniana ‏.

## وصلات خارجية
- اينزو مايدانا على موقع دوري كوريا الجنوبية (الإنجليزية)
- اينزو مايدانا على موقع Soccerway.com (الإنجليزية)